# Harm Kuipers
Harm Kuipers (ur. 22 listopada 1947 w Norg) – holenderski łyżwiarz szybki, dwukrotny medalista mistrzostw świata i Europy.

## Kariera
Największy sukces w karierze Harm Kuipers osiągnął w 1975 roku, kiedy zwyciężył podczas mistrzostw świata w wieloboju w Oslo. W zawodach tych wyprzedził bezpośrednio dwóch reprezentantów ZSRR: Władimira Iwanowa oraz Jurija Kondakowa. Holender nie wygrał jednak żadnego z biegów, na 500 m i 5000 m był trzeci, na 1500 m piąty, a na dystansie 10 000 m zajął szóste miejsce. W tym samym roku był też drugi na mistrzostwach Europy w Heerenveen, przegrywając tylko z Norwegiem Stenem Stensenem. Zajął tam między innymi drugie miejsce na 1500 m i trzecie w biegu na 5000 m. Na rozgrywanych rok wcześniej mistrzostwach świata w Inzell był drugi, rozdzielając na podium Stena Stensena i Görana Claesona ze Szwecji. W poszczególnych biegach był drugi na dystansach 5000 i 10 000 m, czwarty na 1500 m i jedenasty na 500 m. W 1973 roku wywalczył brązowy medal na mistrzostwach Europy w Grenoble, plasując się za Claesonem i swym rodakiem, Hansem van Heldenem. W żadnym z biegów nie stanął na podium, jego najlepszym wynikiem było czwarte miejsce na 5000 m. Był też między innymi czwarty na mistrzostwach świata w Deventer w 1973 roku i rozgrywanych rok później mistrzostwach Europy w Eskilstunie. Nigdy nie wystąpił na igrzyskach olimpijskich.
W latach 1974–1975 zdobywał mistrzostwo Holandii w wieloboju.
Od 2010 roku jest oficerem Orderu Oranje-Nassau.